# Syngrapha ottolenguii
Syngrapha ottolenguii är en fjärilsart som beskrevs av Dyar 1902. Syngrapha ottolenguii ingår i släktet Syngrapha och familjen nattflyn. Inga underarter finns listade i Catalogue of Life.